# Cajueiro (Alagoas)
Cajueiro é um município brasileiro do estado de Alagoas.

## História
A história do município de Cajueiro teve início quando um povoado começou a se formar ao redor de um grande cajueiro, no início do século XIX. Situado às margens do rio Paraíba, era o ponto de repouso das pessoas provenientes do agreste e do sertão.
Em 1904, o então governador de Alagoas, Euclides Malta, criou o município de Cajueiro, ao abrigo da lei n.° 427. Oito anos mais tarde, um decreto-lei anulou a criação do município e a cidade voltou à condição de distrito de Capela. Em 1957, encabeçaram o movimento para devolver a autonomia administrativa ao local. O movimento terminou vitorioso com o desmembramento definitivo de Cajueiro em 1958.

## Administração
- Prefeito: Lucila Regia Albuquerque Toledo (2025/2028)
- Vice-prefeito: Antonio Jorge de Melo Junior
- Presidente da Câmara: Silvino Vieira de Almeida Neto